# Сарбеві
Сарбеві (груз. სარბევი) — село в Грузії.
За даними перепису населення 2014 року в селі проживає 547 осіб.